# کولویل بارکلی
کولویل بارکلی (انگلیسی: Colville Barclay; ۱۷ سپتامبر ۱۸۶۹ – ۲ ژوئن ۱۹۲۹) سیاست‌مدار و دیپلمات اهل بریتانیا بود.